# Melalgus parvulus
Melalgus parvulus is een keversoort uit de familie boorkevers (Bostrichidae). De wetenschappelijke naam van de soort is voor het eerst geldig gepubliceerd in 1925 door Lesne.